# مؤسسة أبحاث سرطان الثدي
مؤسسة أبحاث سرطان الثدي هي منظمة مستقلة غير ربحية، جمعت 569,4 مليون دولار أمريكي لدعم الأبحاث السريرية والمترجمة حول سرطان الثدي في المؤسسات الطبية بالولايات المتحدة وخارجها. تمول المؤسسة حاليا أكثر من 200 باحث في 6 قارات و 13 دولة.
الدكتور لاري نورتون من مركز ميموريال سلون كيترينج للسرطان هو مدير الأبحاث بمؤسسة أبحاث سرطان الثدي. قامت المؤسسة بتمويل البحوث الأساسية حول القابلية الوراثية لسرطان الثدي، والخلايا الجذعية لسرطان الثدي، والتراستوزوماب، والعلاج المضاد لتوليد الأوعية باستخدام البيفاسيزوماب، والتصوير بالرنين المغناطيسي، ومثبطات الهرمونات، التاموكسيفين، وكذلك التجارب الإكلينيكية للعلاجات الجديدة بالتعاون مع اتحاد أبحاث سرطان الثدي.
تم تأسيس مؤسسة أبحاث سرطان الثدي (BCRF) في عام 1993 من قبل إيفلين لودر، نائبة الرئيس الأول لشركات إستي لودر. كانت تجربة لودر الأولى للتوعية بسرطان الثدي من خلال مبادرة قامت بها من جانبها مع ألكسندرا بيني، المحررة السابقة لمجلة سيلف (SELF)، لتجعل الشريط الوردي رمزًا دوليًا للتوعية بسرطان الثدي.

## التمويل والإنفاق
اعتبارًا من عام 2014، توجه المؤسسة أكثر من 91 سنتًا من كل دولار يتم جمعه لأبحاث سرطان الثدي وبرامج التوعية بسرطان الثدي. كما حصلت على تقدير استثنائي من العديد من المنظمات التي تراقب وتقدم معلومات شاملة وغير متحيزة عن الجمعيات الخيرية. كما تواصل تشاريتي واتش (CharityWatch)، المعهد الأمريكي للأعمال الخيرية سابقًا، منح المؤسسة تصنيف "+A".